# Euhybus sinensis
Euhybus sinensis är en tvåvingeart som beskrevs av Liu, Yang och Patrick Grootaert 2004. Euhybus sinensis ingår i släktet Euhybus och familjen puckeldansflugor. Inga underarter finns listade i Catalogue of Life.